# Fifinda
Fifinda est le village chef-lieu de la commune de Lokoundjé dans le département de l'Océan. Situé dans la région du Sud au Cameroun, Fifinda est situé le long de la route nationale N°7 qui lie Édéa à Kribi. La localité de Fifinda I abrite la sous-préfecture de l'arrondissement de la Lokoundjé. 

## Géographie
Fifinda est situé sur la route nationale 7, axe Kribi-Edéa à 35 km au nord-est de Kribi, au nord-ouest de Bipindi et au sud-ouest de Elogbatindi. La zone de Fifinda est entourée de marais. La rivière Lokoundje coule à proximité.

## Histoire
Avec ses rochers sur la cour, la chefferie supérieure de Fifinda est une attraction touristique. Elle regroupe un ensemble de huit clans notamment les Evouzok, Mvog-Fouda, Mvog Tsoungui-Mballa, Essom, Yezoum, Mabéa et les pygmées. Ces huit clans sont distinctement constitués en chefferies du 3e degré. La Chefferie Supérieure est dirigée par le chef suprême Innocent Ondoa Nkou, également maire de la commune rurale de Kribi.

## Chefferies traditionnelles
Le village est le siège de la chefferie supérieure Evouzok, curiosité touristique qui regroupe huit clans, dont Fifinda I et Fifinda II, chefferies de 3e degré du groupement Evouzok-Ewondo. 

## Population
Fifinda administrativement constitué de deux villages Fifinda I et Fifinda II comptait 823 habitants lors du dernier recensement de 2005.

## Éducation et enseignement
La localité Fifinda I compte une école maternelle, une école primaire et un CETIC.

## Santé
La localité dispose d'un CMA Centre médical d'arrondissement, établissement de 5e catégorie du système de santé camerounais.

## Cultes
La paroisse catholique Notre Dame de l'Assomption de Fifinda relève de la zone pastorale Lokoundjé du diocèse de Kribi.

## Environnement
Le village abrite un jardin botanique de quatre hectares disposant des essences protégées telles que les Bubinga, Ébène, et Moabi.

## Économie
La construction d'un complexe sidérurgique est prévue dans la localité de Fifinda avec une capacité de production de 500 000 tonnes de fer à béton par an.

## Personnalités liées à Fifinda
Parmi les personnalités de la localité, on peut citer :
- Innocent Ondoa Nkou, Chef supérieur de Fifinda et maire de la commune rurale de Kribi ;
- Anatole Marie Nkou, ambassadeur ;
- Gabriel Bengono, Directeur Général de la Société immobilière du Cameroun.